# Fluorid sodný
Fluorid sodný je anorganická sloučenina se vzorcem NaF. Tato bezbarvá tuhá látka slouží jako zdroj fluoridového iontu pro různá použití. Fluorid sodný je levnější a méně hygroskopický než příbuzná sůl fluorid draselný.

## Struktura, vlastnosti, výskyt
Fluorid sodný je iontová sloučenina, při rozpouštění disociuje na Na+ a F−. Krystalizuje v krychlové soustavě (jako chlorid sodný), kde jak Na+, tak F− zaujímají pozice v osmistěnu.
Minerální forma NaF, villiaumit, je poměrně vzácná. Je známa z vyvřelé horniny nefelínového syenitu.

## Výroba
NaF se připravuje neutralizací kyseliny fluorovodíkové nebo hexafluorokřemičité (H2SiF6), vedlejších produktů při výrobě superfosfátového hnojiva. Mezi neutralizační činidla patří hydroxid a uhličitan sodný. Někdy se pro vysrážení NaF používají alkoholy:
HF + NaOH → NaF + H2O
Z roztoků obsahujících HF se fluorid sodný sráží jako bifluoridová sůl NaHF2. Při zahřívání se pak uvolňuje HF a zbývá NaF.
HF + NaF ⇌ NaHF2
Ve zprávě z roku 1986 se světová roční spotřeba NaF odhaduje na několik milionů tun.

## Použití

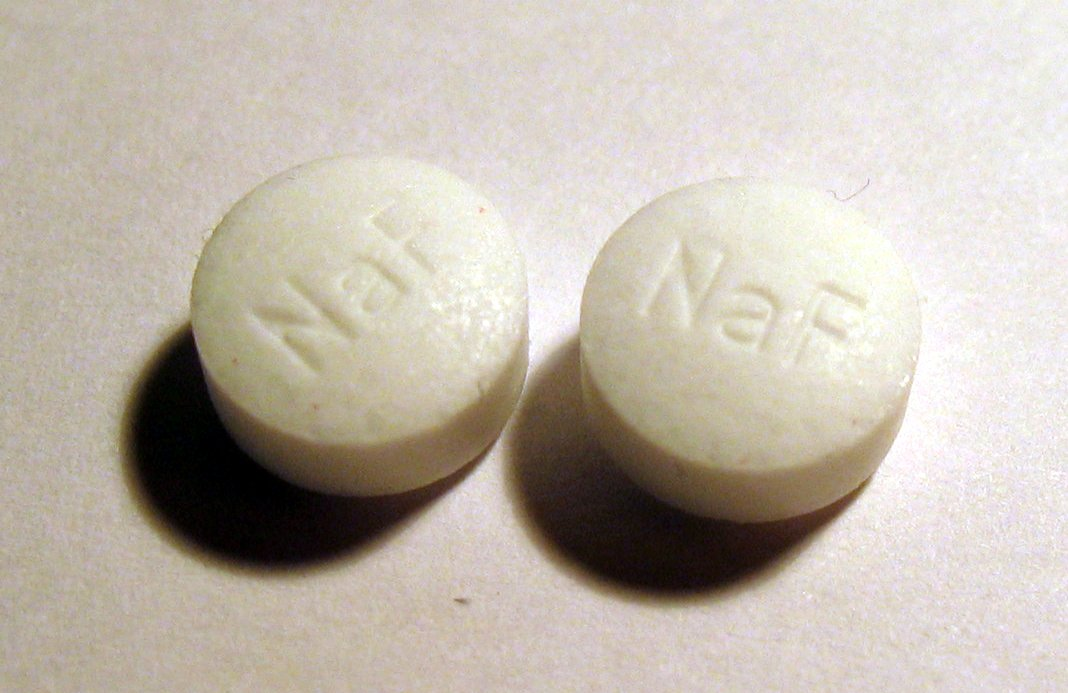
Fluorid sodný v tabletách pro prevenci zubního kazu

Fluoridové soli se používají k posilování zubů tvorbou fluorapatitu, přirozené složky zubní skloviny. Přestože se k fluoridaci vody za tímto účelem používá i fluorid sodný, ve Spojených státech amerických je častější použití kyseliny hexafluorokřemičité (H2SiF6) a její soli hexafluorkřemičitanu sodného (Na2SiF6). Zubní pasty často obsahují fluorid sodný jako složku proti zubnímu kazu.
Fluorid sodný se používá také jako čisticí činidlo. Široká škála speciálních chemických aplikací je v syntéze a extraktivní metalurgii. Fluorid je výchozí látkou pro syntézu fluorovaných uhlovodíků. Mezi reprezentativní substráty patří elektrofilní chloridy včetně acylchloridů, chloridy síry a fosforu. Stejně jako další fluoridy, nachází fluorid sodný použití při desilylaci v organické syntéze.
V lékařských zobrazovacích metodách se fluorid sodný značkovaný fluorem-18 používá pro pozitronovou emisní tomografii (PET). V porovnání s běžnou kostní scintigrafií nabízí PET vyšší citlivost a prostorové rozlišení. Nevýhodou je, že fluorid sodný značkovaný fluorem 18 je méně dostupný než běžná radiofarmaka značkovaná techneciem-99m.
Fluorid sodný se používá ke konzervaci vzorků tkáně v biochemii a lékařských testech, protože fluoridový iont zastavuje glykolýzu inhibicí enzymu enolázy. Fluorid sodný se často používá společně s kyselinou jodoctovou, která inhibuje enzym aldolázu. Využívá se i v pufru RIPA jako inhibitor fosfatázy, společně s Na3VO4.

## Bezpečnost
Fluorid sodný je klasifikován jako toxický jak při vdechování (prachu nebo aerosolů), tak při požití. Při velkých dávkách postihuje srdce a oběhový systém, smrtelná dávka pro 70kg člověka se odhaduje na 5 až 10 g.
Při vyšších dávkách používaných k léčbě osteoporózy může fluorid sodný způsobovat bolest v nohou a neúplné stresové zlomeniny. Také dráždí žaludek, někdy tak silně, že může způsobit vředy. Pomalu se rozpouštějící a potahované verze tablet fluoridu sodného nemají tak významné žaludeční vedlejší účinky, slabší a méně časté jsou i komplikace v kostech. Při nízkých dávkách používaných k fluoridaci vody je jediným jednoznačným vedlejším účinkem zubní fluoróza, která může změnit vzhled zubů u dětí během vývoje chrupu. Většinou jsou tyto účinky slabé a není pravděpodobné, že by měly skutečné dopady na vzhled zubů nebo na zdraví.